# Maguette Gueye
Maguette Gueye (Sakal, 30 dicembre 2002) è un calciatore senegalese, centrocampista del Racing Santander.

## Carriera

### Club
Il 4 settembre 2021 viene acquistato a titolo definitivo dalla squadra albanese del Partizani Tirana.

## Statistiche

### Presenze e reti nei club
Statistiche aggiornate al 22 marzo 2025.
| Stagione                | Squadra                 | Campionato              | Campionato | Campionato | Coppe nazionali | Coppe nazionali | Coppe nazionali | Coppe continentali | Coppe continentali | Coppe continentali | Altre coppe | Altre coppe | Altre coppe | Totale | Totale |
| Stagione                | Squadra                 | Comp                    | Pres       | Reti       | Comp            | Pres            | Reti            | Comp               | Pres               | Reti               | Comp        | Pres        | Reti        | Pres   | Reti   |
| ----------------------- | ----------------------- | ----------------------- | ---------- | ---------- | --------------- | --------------- | --------------- | ------------------ | ------------------ | ------------------ | ----------- | ----------- | ----------- | ------ | ------ |
| 2021-2022               | Partizani Tirana        | KS                      | 16         | 1          | CA              | 3               | 0               | UECL               | -                  | -                  | -           | -           | -           | 19     | 1      |
| 2022-2023               | Partizani Tirana        | KS                      | 16         | 1          | CA              | 3               | 0               | UECL               | 1                  | 0                  | -           | -           | -           | 20     | 1      |
| 2023-2024               | Partizani Tirana        | KS                      | 31+2       | 6+0        | CA              | 3               | 0               | UCL+UECL           | 2+5                | 0                  | SA          | 1           | 0           | 44     | 6      |
| lug.-ago. 2024          | Partizani Tirana        | KS                      | 1          | 0          | CA              | 0               | 0               | UECL               | 4                  | 0                  | -           | -           | -           | 5      | 0      |
| Totale Partizani Tirana | Totale Partizani Tirana | Totale Partizani Tirana | 64+2       | 8+0        |                 | 9               | 0               |                    | 12                 | 0                  |             | 1           | 0           | 88     | 8      |
| 2024-2025               | Racing Santander        | SD                      | 18         | 0          | CR              | 2               | 0               | -                  | -                  | -                  | -           | -           | -           | 20     | 0      |
| Totale carriera         | Totale carriera         | Totale carriera         | 82+2       | 8+0        |                 | 11              | 0               |                    | 12                 | 0                  |             | 1           | 0           | 108    | 8      |

## Palmarès

### Club

#### Competizioni nazionali
- Campionato albanese: 1

Partizani Tirana: 2022-2023
- Supercoppa d'Albania: 1

Partizani Tirana: 2023